# Wimbledon (circonscription britannique)
Pour les articles homonymes, voir Wimbledon.
Circonscription parlementaire de la Chambre des communes
La circonscription de Wimbledon est une circonscription électorale britannique située dans le Grand Londres, et représentée à la Chambre des communes du Parlement britannique depuis 2005 par Stephen Hammond du Parti conservateur.

## Géographie
La circonscription comprend :
- La partie ouest du borough londonien du Merton
- Les quartiers de Wimbledon, Raynes Park, Motspur Park et Bushy Mead

## Députés
Les Members of Parliament (MPs) de la circonscription sont :
| Législature                   | Années       | Député                 | Député          | Parti        |
| ----------------------------- | ------------ | ---------------------- | --------------- | ------------ |
| Wimbledon issue de Mid Surrey |              |                        |                 |              |
| 23e                           | 1885–1886    |                        | Cosmo Bonsor    | Conservateur |
| 24e                           | 1886–1892    |                        | Cosmo Bonsor    | Conservateur |
| 25e                           | 1892–1895    |                        | Cosmo Bonsor    | Conservateur |
| 26e                           | 1895–1899    |                        | Cosmo Bonsor    | Conservateur |
| 27e                           | 1900–1906    | Charles Eric Hambro    |                 | Conservateur |
| 28e                           | 1906–1907    | Charles Eric Hambro    |                 | Conservateur |
| 28e                           | 1907-1910    | Henry Chaplin          |                 | Conservateur |
| 29e                           | 1910–1910    | Henry Chaplin          |                 | Conservateur |
| 30e                           | 1910–1916    | Henry Chaplin          |                 | Conservateur |
| 30e                           | 1916-1918    | Stuart Coats           |                 | Conservateur |
| 31e                           | 1918–1922    | Joseph Hood            |                 | Conservateur |
| 32e                           | 1922–1923    | Joseph Hood            |                 | Conservateur |
| 33e                           | 1923–1924    | Joseph Hood            |                 | Conservateur |
| 34e                           | 1924–1929    | John Power             |                 | Conservateur |
| 35e                           | 1929–1931    | John Power             |                 | Conservateur |
| 36e                           | 1931–1935    | John Power             |                 | Conservateur |
| 37e                           | 1935–1945    | John Power             |                 | Conservateur |
| 38e                           | 1945–1950    |                        | Arthur Palmer   | Travailliste |
| 39e                           | 1950–1951    |                        | Cyril Black     | Conservateur |
| 40e                           | 1951–1955    |                        | Cyril Black     | Conservateur |
| 41e                           | 1955–1959    |                        | Cyril Black     | Conservateur |
| 42e                           | 1959–1964    |                        | Cyril Black     | Conservateur |
| 43e                           | 1964–1966    |                        | Cyril Black     | Conservateur |
| 44e                           | 1966–1970    |                        | Cyril Black     | Conservateur |
| 45e                           | 1970–1974    | Michael Havers         |                 | Conservateur |
| 46e                           | 1974–1974    | Michael Havers         |                 | Conservateur |
| 47e                           | 1974–1979    | Michael Havers         |                 | Conservateur |
| 48e                           | 1979–1981    | Michael Havers         |                 | Conservateur |
| 49e                           | 1983–1987    | Michael Havers         |                 | Conservateur |
| 50e                           | 1987–1992    | Charles Goodson-Wickes |                 | Conservateur |
| 51e                           | 1992–1997    | Charles Goodson-Wickes |                 | Conservateur |
| 52e                           | 1997–2001    |                        | Roger Casale    | Travailliste |
| 53e                           | 2001–2005    |                        | Roger Casale    | Travailliste |
| 54e                           | 2005–2010    |                        | Stephen Hammond | Conservateur |
| 55e                           | 2010–2015    |                        | Stephen Hammond | Conservateur |
| 56e                           | 2015–2017    |                        | Stephen Hammond | Conservateur |
| 57e                           | 2017–2019    |                        | Stephen Hammond | Conservateur |
| 57e                           | 2019         |                        | Stephen Hammond | Indépendant  |
| 57e                           | 2019         |                        | Stephen Hammond | Conservateur |
| 58e                           | 2019–Présent |                        | Stephen Hammond | Conservateur |

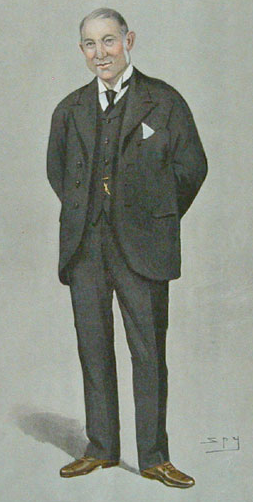
Cosmo Bonsor (1885-1900), par Spy (Vanity Fair)
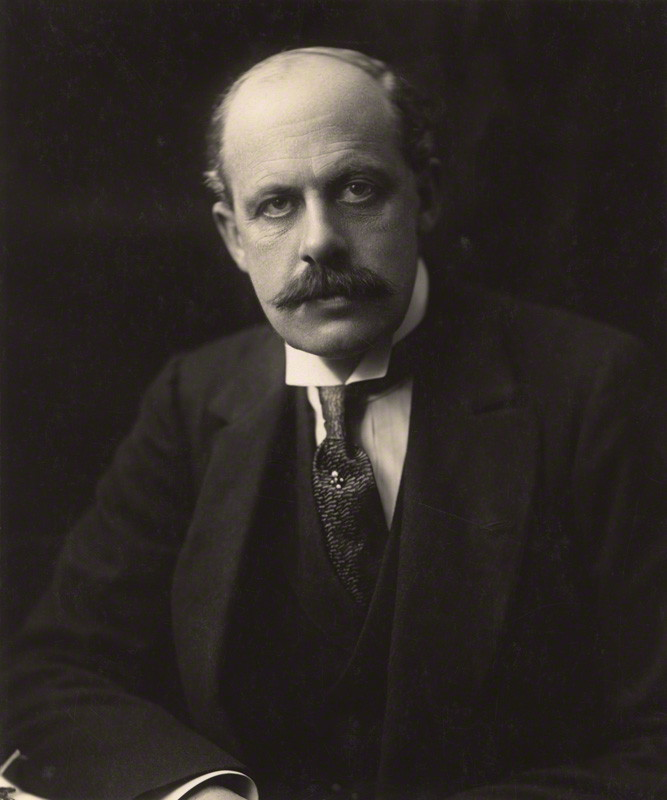
Charles Eric Hambro (1900-1907)
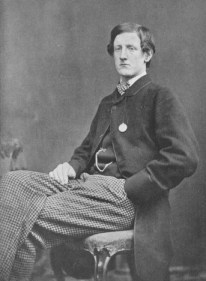
Henry Chaplin (1907-1916)
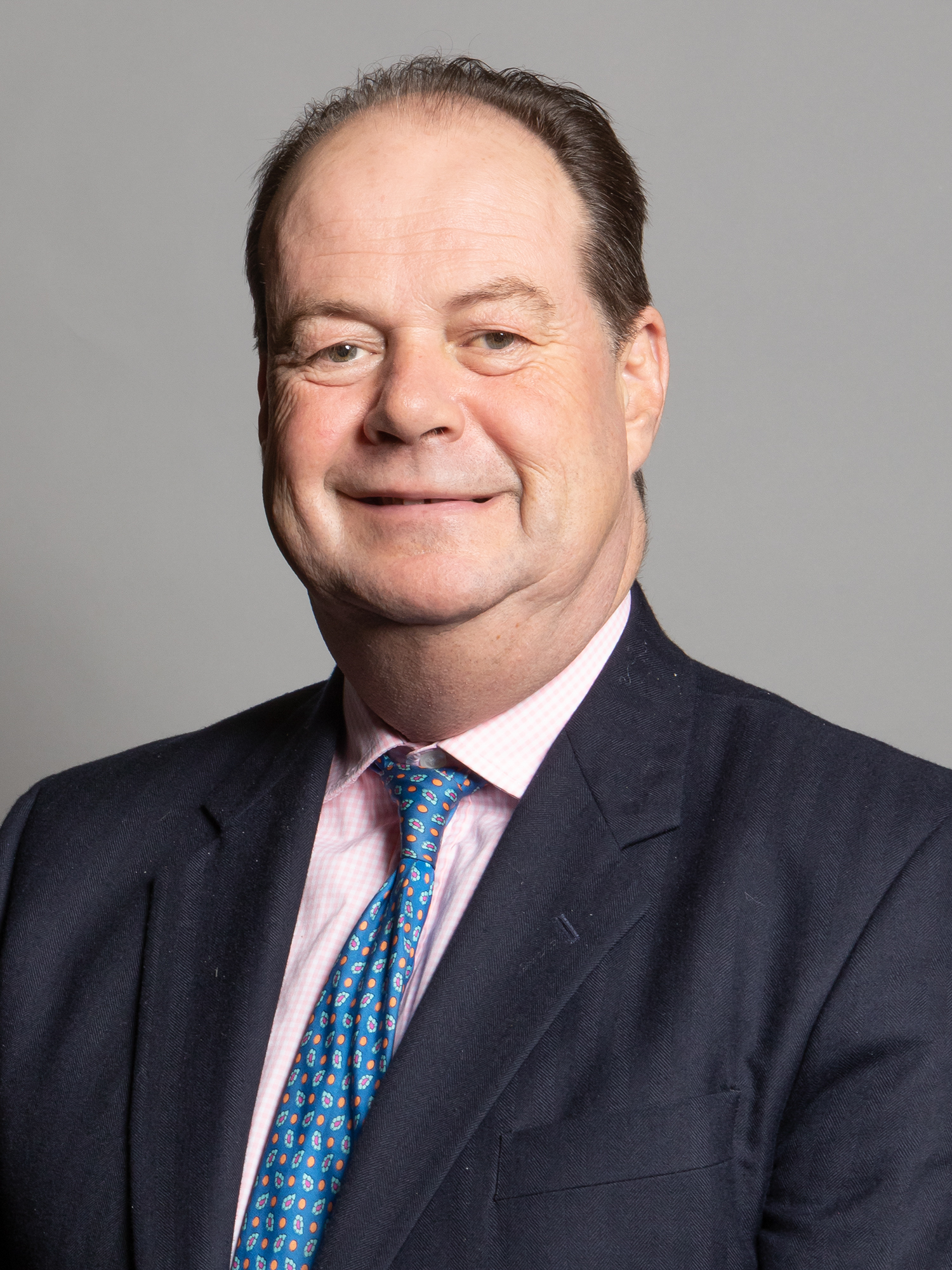
Stephen Hammond (2005-Présent)